# Черен кайман
Черният кайман (Melanosuchus niger) е най-едрият представител на семейство алигатори и един от четирите вида най-големи крокодили в света, заедно със соленоводния крокодил, нилския крокодил и гавиалът. Обитава сладки води, но се среща и в слабо солени като например района около делтата на Амазонка и тази на река Токантинс.

## Разпространение и особености
Черният кайман като цяло е разпространен в басейна на река Амазонка, а също и на Ориноко и Пантанал. Ареалът му обхваща териториите на Бразилия, Суринам, Френска Гвиана, Гаяна, Венецуела, Колумбия, Еквадор, Перу, Боливия и Парагвай. Среща се в реки, езера и блата, но също и в слабо солени води в района на делтата на Амазонка, където е забелязван и на 300 км източно от Маражо – най-големия остров в делтата, в открития океан. Това се дължи на факта, че като най-пълноводна река в света Амазонка влива толкова голямо количество вода в световния океан (до 40% от световния речен отток), че в района на делтата и на 300 км навътре в океана водата е много слабо засолена, а отделни участъци са сладководни.
Черният кайман е най-едрият представител на семейство Алигаторови. Възрастните индивиди достигат дължина 7 метра и тегло до 1000 кг. Най-едрият рекорден по размери черен кайман е дълъг 7,7 метра и с тегло 1310 кг. По неофициални данни съществуват и индивиди, дълги 10 метра. По своите размери се доближава до най-едрия на планетата соленоводен крокодил и е второто най-голямо влечуго в света.
Менюто на черните каймани включва риби, влечуги, птици, маймуни, но и едри животни като тапири, елени, капибари, глигани, а също и акули, делфини и ламантини, срещащи се в Амазонка.
Често напада и хора. В някои райони, където се развива животновъдство в близост до водни басейни, нерядко плячка на каймана стават и домашни животни – бикове, крави, кози, кучета и др.

## Развитие и размножаване
Черните каймани също са намалели на брой вследствие бракониерството и унищожаването на горите, но тяхната популация е сравнително стабилна, тъй като обитават преди всичко Амазония, която е рядко населен район.
След оплождането женските снасят между 50 и 60 яйца, които се снасят в гнездо, широко до 2 метра. След 3 месеца малките се излюпват. Майката ги пренася в уста до водата, откъдето започва техният живот. Първоначално се хранят с водни или доближили водата насекоми, а като пораснат, в менюто им ще влизат и големи животни.